# Републикански път III-7612
Републикански път IIІ-7612 е третокласен път, част от Републиканската пътна мрежа на България, преминаващ изцяло по територията на Хасковска област. Дължината му е 21,9 km.
Пътят се отклонява надясно при 13,9 km на Републикански път III-761 в центъра на село Устрем и се насочва на югозапад, като постепенно се изкачва по североизточните склонове на планината Сакар. След село Планиново преодолява билото на планината и започва спускане по югозападния ѝ склон. Минава през село Дервишка могила и на 4 km югозападно от него се свързва с Републикански път III-5507 при неговия 12 km.
| Пътища, отклоняващи се надясно (населено място, № на пътя, посока на пътя) | km   | Пътища, отклоняващи се наляво (посока на пътя, № на пътя, населено място) |
| -------------------------------------------------------------------------- | ---- | ------------------------------------------------------------------------- |
| Община Тополовград, III-761, 13,9 km, с. Устрем →                          | 0,0  | → с. Устрем, 13,9 km, III-761, Община Тополовград                         |
| с. Планиново                                                               | 13,5 | с. Планиново                                                              |
| Община Свиленград                                                          | 14,7 | Община Свиленград                                                         |
|                                                                            | 17   | → общински път (за с. Студена)                                            |
| с. Дервишка могила                                                         | 17,7 | с. Дервишка могила                                                        |
| (от 176,9 km на II-55) III-5507, 12 km →                                   | 21,9 | → 12 km, III-5507 (до с. Радовец)                                         |